# Lasiocercis ochreopicta
Lasiocercis ochreopicta là một loài bọ cánh cứng trong họ Cerambycidae.